# Új Jobboldal
Az Új Jobboldal (eredeti francia nevén: Nouvelle Droite) a hatvanas években Franciaországban kialakult politikai eszmerendszer, vagy ahogy alapítói leginkább nevezik: gondolatiskola. Eredetileg úgy jelent meg, mint a kultúra különböző területein működő tanulmányi csoportok informális szövetsége, majd kinőtte magát világnézetté.

## Története
Az Új Jobboldal (mindkét szót nagybetűvel írják) az 1960-as évek francia és olasz egyetemein, diákok között született meg. Vezéralakja és legkiemelkedőbb gondolkodója Alain de Benoist (szül. 1943), aki Vu de droite (Jobbról nézve) című könyvével, amely a mai eszmék kritikai antológiája, 1978-ban 35 évesen elnyerte a Francia Akadémia esszé nagydíját. Az Új Jobboldal nem utolsósorban reakcióként alakult ki az akkori baloldali, marxista mozgalmakra, ideológiákra. Az Új Jobboldal a múltban kereste meg szellemi gyökereit, hogy abból építkezve szóljon a jelenhez, tehát tulajdonképpen csak nevében új. E gondolatiskola gyorsan szervezeti formát is öltött: Groupement de Recherche et d'Études pour la Civilisation Européenne (Kutatói és Tudományos Csoport az Európai Civilizációért) röviden GRECE néven alakult meg első kutatócsoportja. Az Új Jobboldal politikája metapolitika, vagyis nem vesz részt a napi politikai harcokban, „egy lépéssel hátrább” levő kérdésekkel foglalkozik. A szervezetnek szinte minden európai és más fehérek által lakott országban van tagsága. Számuk sok ezer, szinte mind értelmiségiek.

## Ideológiája
Az Új Jobboldal 2000-ben közzétett manifesztuma részletesen ismerteti e gondolatiskola konkrét társadalmi, gazdasági, ökológiai nézeteit. Magyarul is olvasható Alain de Benoist: Zarathustra nyomában című esszékötetének függelékében. Az Új Jobboldal az európai nemzetek megbékélését és összefogását hirdeti. Alapállása szerint Európa „archetípusa” a Római Birodalom, így azt hirdeti, hogy ha a kontinens újra naggyá akar válni, akkor vissza kell térnie a Róma bukása után üldözött és felülírt társadalmi normákhoz. „Olyan szellemi irányzat ez, amely Európa nemzeteit vissza akarja vezetni eredeti (értsd: nemzeti) és Európát megteremtő gyökereihez, teremtő és éltető mítoszaihoz.” A gondolatiskola szembehelyezkedik mind a kommunizmussal, mind a kapitalizmus ismert formájával. Az Új Jobboldal ideológiára nagy hatással volt Nietzsche, Oswald Spengler és Ernst Jünger. Az Új Jobboldalnak nincs köze a hasonló nevű román Új jobboldalhoz (Noua Dreapta).
Az Új Jobboldal elveinek elemeit fel lehet fedezni számos európai jobb és szélsőjobboldali párt retorikájában, akiknek prominensei gyakran hivatkoznak is a gondolatiskola képviselőinek műveire. Ilyen pártok például a francia Nemzeti Front, az Osztrák Szabadságpárt (FPÖ), az olasz Északi Liga vagy a belga Flamand Érdek.
Michael Minkenberg tanulmányában rámutat arra, hogy az Új Jobboldal számos európai országban és az Egyesült Államokban is rendelkezik helyi szervezettel. Ilyenek például a Neue Rechte Németországban, a New Right Nagy-Britanniában, a Nieuw Rechts Hollandiában és Flandriában, a Forza Nuova Olaszországban, az Imperium Europa Máltán, a Paul Weyrich vezette amerikai New Right vagy a szintén amerikai Free Congress Foundation.

## Pogány hitek
Az Új Jobboldal gyökeresen különbözik más konzervatív irányzatoktól abban, hogy pogány értékeket hirdet, és szembehelyezkedik a kereszténységgel. A gondolatiskola szerint az európai népeknek mind vissza kell találniuk eredeti hitvilágukhoz, és a kereszténység által hirdetett viselkedésminták (alázat, bűnbocsánatért esdeklés, Isten előtti egyenlőség) helyett újra a görög-római kultúrkör értékeinek (tudás, szépség, bátorság, hazaszeretet) elérésére kell törekedni. Az Új Jobboldal részletes álláspontja ebben a kérdésben Alain de Benoist: Comment peut-on être païen ? (Hogyan lehetünk pogányok?) című könyvében található.

## Az Új Jobboldal Magyarországon
Magyarországon az Új Jobboldal legmeghatározóbb képviselője Gazdag István, aki a Magyar Demokrata c. hetilap rovatvezetője. A lap ANTIDOGMA (korábban Új Jobboldal) c. rovata 2002 óta működik, és terjeszti az Új Jobboldal ideológiáját. Az irányzat hazai weboldalai az Antidogma.hu honlap, valamint az Ellenkultúra.info véleményportál, ahol az Új Jobboldal hazai és külföldi szerzőinek cikkei is megjelennek rendszeresen, így Gazdag István mellett Bognár József, Ágoston Dániel, Guillaume Faye és Alain de Benoist írásai.